# Kerry Hoole
Kerry Hoole (* 11. Juni 1940 in Goulburn) ist ein ehemaliger australischer Radrennfahrer und nationaler Meister im Radsport.

## Sportliche Laufbahn
Hoole war im Straßenradsport aktiv. Von 1962 bis 1973 war er Berufsfahrer. 1966 gewann er nationale Meisterschaft im Straßenrennen vor Ian Campbell. 1973 holte er den Titel vor Henk Vogels. 1963, 1968 und 1971 war er jeweils Vizemeister geworden. In der Herald Sun Tour gewann er 1968 eine Etappe.